# Everybody Can Do!
《Everybody Can Do!》는 TOKIO의 10번째 싱글이다.

## 설명
- 후지TV 애니메이션 《こちら葛飾区亀有公園前派出所》2번째 오프닝 곡으로 타이업 되었다. 13화 (1996년 10월 22일)부터 38화 (1997년 4월 27일)까지 방송 되었다.
- 콜럼비아 뮤직 엔터테인먼트 재팬에서 발매된 《어린이의 노래》시리즈 음반에서 고다마 쿠니히로가 이 곡을 리메이크하였다 (일본에서는 ‘커버하였다’라고 표현한다.)

## 수록곡
1. Everybody Can Do!
  - 작사 : 야마모토 시게미 / 작곡·편곡 : 아키모토 나오야
2. SPICY GIRL
  - 작사 : 야마모토 시게미 / 작곡·편곡 : 사이토 히데오
3. Everybody Can  Do! (original karaoke)